# G. H. Pember
George Hawkins Pember, foi um erudito e teólogo inglês referido como G. H. Pember (1837 — 1910).

## Histórico
Nascido em 1837. Em 1856, ele se matriculou no Gonville and Caius College. Ganhou o B.A. nos estudos sobre os Clássicos e seu M.A em 1863. Após se tornar cristão, produziu uma vasta variedade de livros, como Animals: Their Past and Future, The Antichrist Babylon and the Coming of the Kingdom, The Great Prophecies, The Lord’s Command e Mystery Babylon the Great. Parece que frequentava uma congregação dos Irmãos de Plymouth. Sua principal obra é As Eras Mais Primitivas da Terra(Earth's Earliest Ages), editado no Brasil pela Editora dos Clássicos. Ele morreu em 1910, aos 73 anos e suas obras ainda são utilizadas como referência por muitos cristãos no campo da escatologia e criacionismo.
G. H. Pember, desafiou alguns da sua época com suas teorias revolucionárias. Enfrentou de um lado a oposição dos evolucionistas que viam em sua tese muita consistência e dos téologos conservadores que se opunham às suas idéais de vanguarda. G. H. Pember, não faz afirmações, mas lança suposições e desafia o leitor a tirar sua conclusões.

## Livros
- As Eras Mais Primitivas da Terra(Earth's Earliest Ages)

- Animals: Their Past and Future
- The Antichrist Babylon and the Coming of the Kingdom
- The Great Prophecies of the centuries concerning Israel and the Gentiles
- The Lord’s Command. A few words on baptism in the form of a reply to a pamphlet entitled "Baptism: pouring on or dipping in?
- Mystery Babylon the Great and The Mysteries and Catholicism
- The church the churches and the mysteries, of revelation and corruption